# قارچ گوگردی
قارچ گوگردی (نام علمی: Tricholoma sulphureum) نام یک گونه از سرده قارچ کرکی‌لبه است.